# Kallviksudden
Kallviksudden (finska: Kallahdenniemi) är en udde i Finland.   Den ligger i den ekonomiska regionen  Helsingfors  och landskapet Nyland, i den södra delen av landet, 12 km öster om huvudstaden Helsingfors.
Terrängen inåt land är platt. Havet är nära Kallviksudden åt sydost.  Närmaste större samhälle är Helsingfors, 11,9 km väster om Kallviksudden. 